# Episodi di Workin' Moms (prima stagione)
La prima stagione della serie televisiva Workin' Moms, composta da 13 episodi, è stata trasmessa in prima visione assoluta negli Stati Uniti d'America da CBC Television dal 10 gennaio 2017 al 4 aprile 2017.
In Italia è stata pubblicata da Netflix a partire da febbraio 2019.
| n° | Titolo originale      | Prima TV Usa     | Prima TV Italia  |
| -- | --------------------- | ---------------- | ---------------- |
| 1  | Bare                  | 10 gennaio 2017  | 22 febbraio 2019 |
| 2  | Rules                 | 17 gennaio 2017  | 22 febbraio 2019 |
| 3  | Fem Card              | 24 gennaio 2017  | 22 febbraio 2019 |
| 4  | Bad Help              | 31 gennaio 2017  | 22 febbraio 2019 |
| 5  | Sophie's Choice-ish   | 7 febbraio 2017  | 22 febbraio 2019 |
| 6  | The Wolf & The Rabbit | 14 febbraio 2017 | 22 febbraio 2019 |
| 7  | Phoenix Rising        | 21 febbraio 2017 | 22 febbraio 2019 |
| 8  | Hoop Earring          | 28 febbraio 2017 | 22 febbraio 2019 |
| 9  | Tricky Nipple         | 7 marzo 2017     | 22 febbraio 2019 |
| 10 | The Coxwain           | 14 marzo 2017    | 22 febbraio 2019 |
| 11 | Bye Bye Kate          | 21 marzo 2017    | 22 febbraio 2019 |
| 12 | Merde                 | 28 marzo 2017    | 22 febbraio 2019 |
| 13 | Having It All         | 4 aprile 2017    | 22 febbraio 2019 |

## Pilot
- Titolo originale:
- Diretto da:
- Scritto da:

### Trama
Dopo la maternità Kate ritorna all'agenzia pubblicitaria e scopre che in sua assenza due nuove persone sono state assunte. 

 E Frankie soffre di una patologia post parto 

## Regole
- Titolo originale:
- Diretto da:
- Scritto da:

### Trama
Kate si destreggia tra appuntamenti, tiralatte e un collega rivale.

 Al lavoro da Jenny racconti erotici e informatica si scontrano. La figlia di Anne è fuori controllo.

## La carta della femminilità
- Titolo originale:
- Diretto da:
- Scritto da:

## Ragazzaccia
- Titolo originale:
- Diretto da:
- Scritto da:

## La quasi scelta di Sophie
- Titolo originale:
- Diretto da:
- Scritto da:

## Ragazza coniglietto e uomo lupo
- Titolo originale:
- Diretto da:
- Scritto da:

## Phoenix
- Titolo originale:
- Diretto da:
- Scritto da:

## Ghiaccio e orecchino
- Titolo originale:
- Diretto da:
- Scritto da:

## Capezzoli complicati
- Titolo originale:
- Diretto da:
- Scritto da:

## Al timone
- Titolo originale:
- Diretto da:
- Scritto da: